# Docul Vilvoorde
Docul Vilvoorde (în neerlandeză Dok van Vilvoorde) sau docul Darce / Darse este un port interior adiacent canalului maritim Bruxelles-Escaut, situat pe teritoriul administrativ al municipalităților belgiene Grimbergen și Vilvoorde. Docul are o lungime de 1,5 km, o lățime de 100 m și se întinde aproximativ între canalul Bruxelles-Escaut, a cărui ramificație este, și podul Havendoklaanbrug. El urma să fie prima secțiune a unei legături navigabile cu canalul Louvain-Dyle.
În apropiere de confluența sa cu canalul Bruxelles-Escaut, docul Vilvoorde este traversat de podul Willems.

## Activitate economică
O activitate industrială susținută se desfășoară în jurul docului Vilvoorde. Pe malul nordic al docului funcționează parcul industrial Cargovil, care include și un terminal de containere. În parcul industrial își au sediul numeroase firme de transport și logistică, grupul CAT Benelux sau atelierele Toyota City.
În acest port interior se regăsește cea mai mare diversitate piscicolă de pe canalul Bruxelles-Escaut, în parte datorită faptului că apele sale sunt mai calde și mai liniștite decât cele ale canalului. În iulie 2019, în canalul Bruxelles-Escaut, pe o zonă cuprinsă între circa 500 m în amonte și aval de docul Vilvoorde, s-a descoperit prezența unui strat de alge albastre infectate cu o bacterie otrăvitoare, care poate cauza dureri de cap, stări de rău, iritații ale pielii și complicații stomacale și intestinale. În consecință au fost interzise activitățile sportive și de recreere în apele din zonă, precum și irigarea culturilor sau adăparea animalelor cu apa infestată.

## Rol hidrotehnic
Docul Vilvoorde are și un rol hidrotehnic. De-a lungul anilor, în special după lărgirea și extinderea sa spre Charleroi, canalul maritim Bruxelles-Escaut a diminuat drastic resursele de apă ale râului Senne, care curge paralel cu el, iar această situație se constată în special în zona metropolitană Bruxelles. Prin legătura sa cu râul Senne, docul Vilvoorde are și rolul de a returna în acesta o parte din apa canalului Bruxelles-Escaut.